# 安陵站
安陵站是一个京沪线上的铁路车站，位于河北省衡水市景县安陵镇，建于1910年，曾为四等站，邮政编码为053531，2003年8月26日因津浦线提速改造二期工程而关闭:141。